# Ливоярви
Ливоярви — озеро на территории Костомукшского городского округа Республики Карелии.

## Общие сведения
Площадь озера — 2,6 км², площадь водосборного бассейна — 626 км². Располагается на высоте 112,7 метров над уровнем моря.
Форма озера продолговатая: оно вытянуто с северо-востока на юго-запад. Берега каменисто-песчаные, преимущественно возвышенные.
Через озеро протекает река Толлойоки, впадающая в озеро Верхнее Куйто.
В озере расположено не менее трёх небольших безымянных островов.
Код объекта в государственном водном реестре — 02020000811102000004050.